# Frank Banham
Frank Banham (Calahoo, 1975. április 14. –) kanadai származású magyar válogatott jégkorongozó.

## Pályafutása
1993-ban a Washington Capitals draftolta, összességében a 147. helyen. Az NHL-ben 27 alapszakasz meccset játszott a Mighty Ducks of Anaheim, és ötöt az Arizona Coyotes csapatában. Amerikai éveinek nagy részét ezután az AHL-ben szereplő Cincinnati Mighty Ducks színeiben töltötte. Mielőtt Magyarországra került, megfordult több európai jégkorong-bajnokságban. Játszott többek közt a finn Jokeritben, a szlovén HDD Olimpija Ljubljana, és az osztrák EC Red Bull Salzburg csapatában is. Az Sapa Fehérvárhoz a 2012-13-as szezon előtt került.

## Válogatott
2015-ben kapta meg a magyar állampolgárságot, ezután alapembere volt a divízió I-es világbajnokságon a feljutást kiharcoló, majd az egy évvel későbbi elit-vébén szereplő válogatottnak.

## Fordítás
Ez a szócikk részben vagy egészben  a   Frank Banham című angol Wikipédia-szócikk fordításán alapul.  Az eredeti cikk szerkesztőit annak laptörténete sorolja fel. Ez a jelzés csupán a megfogalmazás eredetét és a szerzői jogokat jelzi, nem szolgál a cikkben szereplő információk forrásmegjelöléseként.